# Paterson Clarence Hughes

Paterson Clarence "Pat" Hughes, DFC (19 septembre 1917 – 7 septembre 1940) était un as de l'aviation australien pendant la Seconde Guerre mondiale. Servant la Royal Air Force (RAF), il fut crédité de 17 victoires aériennes pendant la bataille d'Angleterre, avant d'être tué en action le 7 septembre 1940. Son nombre de victoires en fit l'Australien avec le plus de victoires pendant la bataille d'Angleterre ainsi que le troisième Australien avec le plus de victoires de la guerre.
Né à Cooma en Nouvelle-Galles du Sud, Hughes rejoint la Force aérienne royale australienne en tant que cadet en 1936. Après sa formation, il décide de rejoindre la RAF. En juillet 1937, il est assigné à l’escadron no. 64, armé de Hawker Demon, et plus tard de Bristol Blenheim. Affecté à l'escadron no. 234 au début de la Seconde Guerre Mondiale, Hughes commence à piloter un Supermarine Spitfire en tant que commandant de vol. Il partage sa première victoire aérienne le 8 juillet 1940 et commence à obtenir plusieurs victoires contre la Luftwaffe le mois suivant. Connu pour son habitude d'attaquer ses cibles à très faible distance, on pense que Hughes est décédé après que son Spitfire a été touché par des débris d'un bombardier allemand qu'il venait d'abattre. La Distinguished Flying Cross lui est remise à titre posthume.

## Combat
| No. | Date             | Avion    | Adversaire            | Résultat             | Localisation                  |
| --- | ---------------- | -------- | --------------------- | -------------------- | ----------------------------- |
| 1   | 8 juillet 1940   | Spitfire | Junkers Ju 88         | Détruit (partagé),   | SE Lands End                  |
| –   | 27 juillet 1940  | Spitfire | Junkers Ju 88         | Endommagé (partagé), | SE Lands End                  |
| 2   | 28 juillet 1940  | Spitfire | Junkers Ju 88         | Détruit (partagé),   | SE Plymouth                   |
| 3   | 15 aout 1940     | Spitfire | Messerschmitt Bf 110  | Détruit,             | Middle Wallop – Isle of Wight |
| 4   | 15 aout 1940     | Spitfire | Messerschmitt Bf 110  | Détruit (partagé),   | SW Swanage                    |
| 5   | 16 aout 1940     | Spitfire | Messerschmitt Bf 109E | Détruit,             | Isle of Wight                 |
| 6   | 16 aout 1940     | Spitfire | Messerschmitt Bf 109E | Détruit,             | Isle of Wight                 |
| 7   | 18 aout 1940     | Spitfire | Messerschmitt Bf 109E | Détruit,             | Isle of Wight                 |
| 8   | 18 aout 1940     | Spitfire | Messerschmitt Bf 109E | Détruit,             | Isle of Wight                 |
| 9   | 26 aout 1940     | Spitfire | Messerschmitt Bf 109E | Détruit,             | Isle of Wight                 |
| 10  | 26 aout 1940     | Spitfire | Messerschmitt Bf 109E | Détruit,             | Isle of Wight                 |
| 11  | 4 septembre 1940 | Spitfire | Messerschmitt Bf 110  | Détruit,             | Haslemere–Brighton            |
| 12  | 4 septembre 1940 | Spitfire | Messerschmitt Bf 110  | Détruit,             | Haslemere–Brighton            |
| 13  | 4 septembre 1940 | Spitfire | Messerschmitt Bf 110  | Détruit,             | Haslemere–Brighton            |
| 14  | 5 septembre 1940 | Spitfire | Messerschmitt Bf 109E | Détruit,             | Eastchurch                    |
| 15  | 5 septembre 1940 | Spitfire | Messerschmitt Bf 109E | Détruit,             | S Manston                     |
| 16  | 6 septembre 1940 | Spitfire | Messerschmitt Bf 109E | Détruit,             | Dover                         |
| –   | 6 septembre 1940 | Spitfire | Messerschmitt Bf 109E | Probable,            | Dover                         |
| 17  | 7 septembre 1940 | Spitfire | Dornier Do 17         | Détruit,             | London–Brighton               |